# غابرييل فيير
غابرييل فيير هو مدير ومشغل إضاءة ومصور فوتوغرافي فرنسي، ولد في إقليم إزار الفرنسي بتاريخ 1 فبراير 1871 وتوفي في 13 يناير 1936 بالدار البيضاء المغرب معروف بعمله في المكسيك والهند الصينية والمغرب.

## سيرته الشخصية
ولد غابرييل في إقليم إزار الفرنسي عام 1871 . درس غابرييل أنطوان فيير الصيدلة في ليون سنة 1896، بعد حصوله على شهادته، عينه الأخوان لوميير كمصور سينمائي سافر وصور عددا من البلدان حول العالم، سنة 1901 تم استدعاؤه لتعليم السلطان المغربي مولاي عبد العزيز طرق التصوير، واستقر بالمغرب حتى وفاته سنة 1936.

## السفر حول العالم
قام غابرييل فيري برحلتين رئيسيتين. الرحلة الأولى حملته لأمريكا اللاتينيية سنة 1896 كعامل تصوير في شركة لا ليميير، استقر في المكسيك وقام بتركيب أول مركز عرض بتعاون مع فرناندو برنارد. قادته رحلته إلى بنما وكولومبيا وڤنزويلا.  أما رحلته الثانية فقد زار خلالها عددا من البلدان الآسيوية من بينها اليابان والصين وفيتنام وكمبوديا، حيث نظم، إلى جانب تصويره، عروضًا لتعريف الناس بالسينما في البلدان التي زارها. سجل غابرييل فير سبعة وسبعين فيلما قصيرا خلال رحلته.
تم عرض عدد من الافلام والصور التي قدمها في معرض باريس الدولي 1900. لكنها لم تلق النجاح المتوقع بسبب سطحيتها وانتقادها المبطن للاستعمار وكذلك للمشاهد العنيفة والواقعية التي كانت تخالف الرؤية السائدة في ذلك الوقت على أن السينما مصدر للسحر والخيال.

### إقامته في المغرب
بين عامي 1901 و1907، أصبح غابرييل فيبر المصور والمخرج الرسمي لسلطان المغرب الشاب مولاي عبد العزيز. خلال هذه السنوات، أنتج أولى صوره الفوتوغرافية بتقنية الأوتوكروم، وكان مراسلًا لصحيفة L'Illustration ونشر عملاً بعنوان في حميمية السلطان.

في سن الثلاثين، تخلى غابرييل فيير عن مهنته كمشغل كاميرا للأخوين لوميير وانطلق إلى المغرب لتعليم السلطان الشاب مولاي عبد العزيز أسرار التصوير الفوتوغرافي. كان فيير شاهداً مميزاً على الحياة الحيوية في البلاط، حيث التقط صوراً لا تنقطع لأجواء القصر الحميمة، وكذلك لمشاهد الحياة اليومية في أزقة مراكش.

وجد غابرييل فييرفي المناظر الطبيعية لجبال الأطلس والساحل، وفي هندسة المدن والقرى، مصدراً للإلهام. حتى وفاته في عام 1936، رسم فيير صورة فريدة للمغرب في بداية القرن العشرين، حيث أظهر مغرباً شاعرياً.
استقر غابرييل فيير بعد ذلك في الدار البيضاء حيث قام بتنويع أنشطته إلى حد كبير من خلال إنشاء مزرعة تجريبية في دار بوعزة بجوار قصبة دار بوعزة التي أهداها السلطان المغربي له، وأنشأ العديد من المصانع وقام باستيراد السيارات الأولى للمغرب.
بين عامي 1934 و1935، أنتج غابرييل فيير تقريرًا فوتوغرافيًا آليًا في المغرب، نتج عنه أكثر من 500 صورة أوتوكرومية وفيلم وثائقي تم تصويره على فيلم ملون مقاس 16 ملم.

## حياته الشخصية
في عام 1901، تزوج غابرييل فير من أخت عامل آخر في شركة لوميير، كونستانت جيريل  وأنجب منها ابنة وحيدة اسمها بيرث.

## معرض

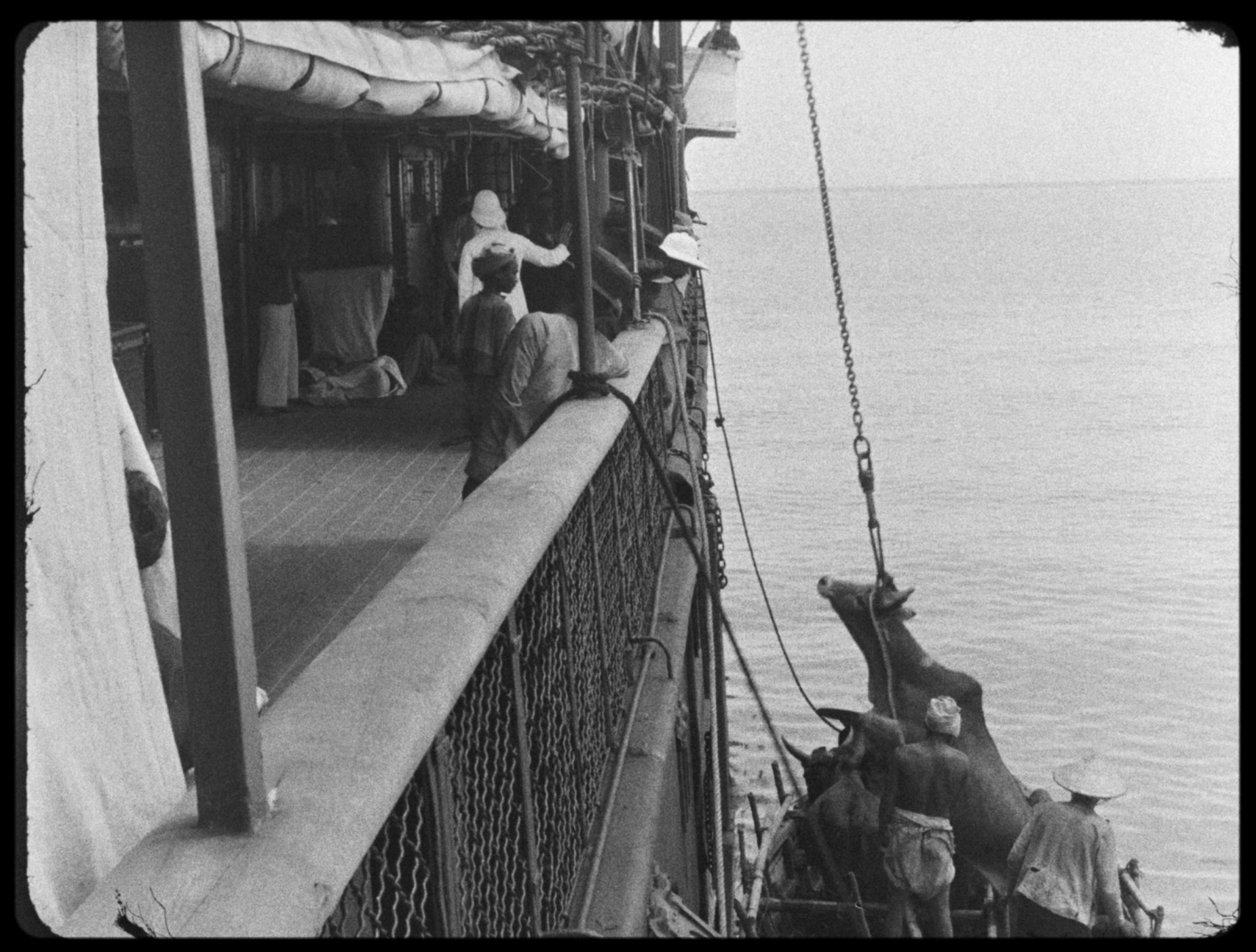
صعود الثور ، منظر تم تصويره أثناء الرحلة إلى الهند الصينية.
- لقطة أثناء السفر ("بانوراما ضوئية") التقطها غابرييل فيري عام 1900 في قرية نامو، في تونكين، باستخدام كرسي سيدان.
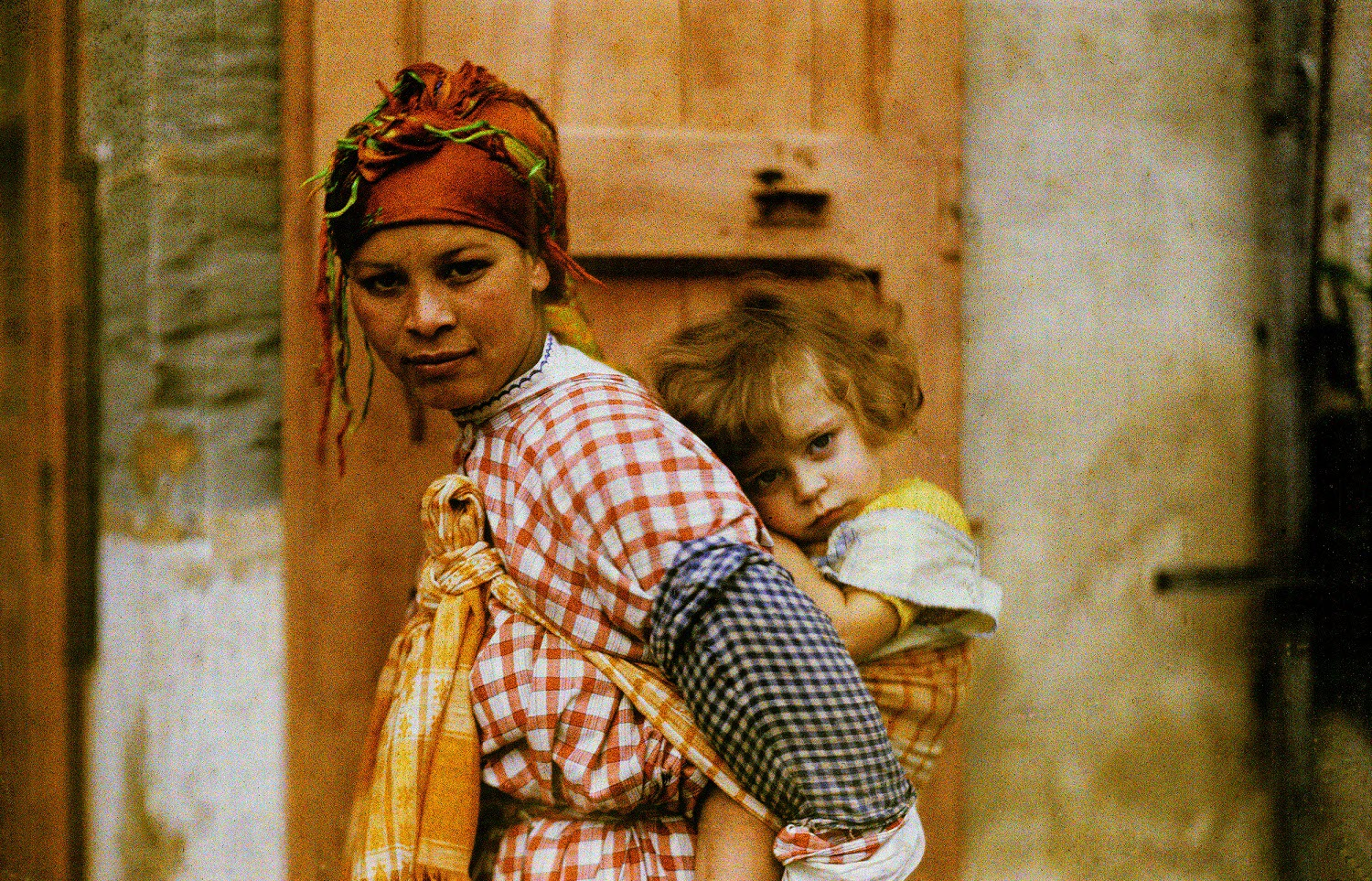
صورة التقطها غابرييل ڤير خلال إقامته بالمغرب